# Raman Ramanau
Raman Ramanau (Mazir, 3 de juliol de 1994) és un ciclista belarús, professional des del 2015. Actualment corre a l'equip Minsk CC. Combina la carretera amb la pista.

## Palmarès en pista
- 2014
  -  Campió de Belarús en persecució per equips
- 2015
  -  Campió d'Europa sub-23 en Puntuació

### Resultats a laCopa del Món
- 2016-2017
  - 1r a Apeldoorn, en Scratch